# 増永洋三
増永洋三（ますなが ようぞう、1928年- ）は、日本の哲学者、九州大学名誉教授。フランス哲学を研究した。

## 略歴
東京生まれ。1951年東京大学文学部哲学科卒業、同大学院博士課程中退。山口大学人文学部助教授、教授をへて、1975年九州大学文学部教授となり、1993年定年退官、九州大学名誉教授。

## 著書
- 『人類の知的遺産 38　ライプニッツ』講談社 1981
- 『フランス・スピリチュアリスムの哲学』創文社 1984
- 『M.ブロンデルと近代的思惟』九州大学出版会 1992

### 翻訳
- モーリス・ブロンデル『行為 1893 生の批判と実践の学の試み』創文社 1990
- メーヌ・ド・ビラン『人間学新論 内的人間の科学について』晃洋書房 2001

## 論文
- 増永洋三